# Myrcia venulosa
Myrcia venulosa är en myrtenväxtart som beskrevs av Dc.. Myrcia venulosa ingår i släktet Myrcia och familjen myrtenväxter. Inga underarter finns listade i Catalogue of Life.